# Confraria dels Germans Sabaters de Sant Crispí
La Confraria dels Germans Sabaters de Sant Crispí va ésser una confraria de laics que agrupava sabaters i sastres que volien viure cristianament el seu ofici. Va ésser fundada a París en 1645 i subsistí fins a la Revolució francesa.

## Història
Va ésser fundada pel sabater Heinrich Michael Buch, persona molt pietosa que residia a París, i el baró Gaston Jean-Baptiste de Renty, noble famós per la seva pietat i que feia catequesi i apostolat a París. Els dos, per tal de fer viure l'esperit evangèlic a altres persones, van decidir de fundar una congregació laica per a sabaters, de manera que aquests poguessin viure el cristianisme en el seu treball.
El 2 de febrer de 1645 començà l'activitat de la Confrérie des Frères Cordonniers de Saint-Crépin, amb l'objectiu que els seus membres treballessin honradament i dividissin els seus guanys amb els necessitats, a més de donar-se ajut mutu quan ho necessitaven. Vivien i treballaven en comunitat, sense fer vots; es llevaven a les cinc del matí i feien pregària comunitària. Al llarg del dia, feien altres pregàries particulars i anaven a missa diàriament. En treballar, mantenien el silenci si no era per cantar himnes i càntics religiosos. Abans de dinar, també en comunitat, es feia una meditació; anaven al llit entre les nou i les deu del vespre. Els dies de festa anaven als oficis i feien reunions en la parròquia de Saint-Paul on pregaven o s'instruïen, i visitaven hospitals i presons o feien altres obres de caritat. Anualment, feien alguns dies de retir espiritual.
Els estatuts de la confraria, redactats per Coqueret, doctor de la Sorbona, van ser aprovats per l'arquebisbe de París Jean-Françaois de Gondi i Heinrich Buch en va ésser el primer superior. Tenia la seva seu a la casa del mestre sabater Jobard, al carrer de Séguier. Vestien de negre, amb alçacoll i barret caigut. Els patrons de la confraria eren els sants Crispí i Crispinià, patrons dels sabaters.
L'any 1647, un grup de sastres demanà a Heinrich de crear una confraria similar per als del seu ofici, adoptant les mateixes regles i costums. Aquestes confraries es van estendre per altres llocs de França (Soissons, Lió, Tolosa, etc.) i Itàlia (Roma) i subsistiren fins a la Revolució francesa, quan desaparegueren totes les confraries religioses.